# دوغلاس سكوت
دوغلاس سكوت (بالإنجليزية: Douglas Scott)‏ هو سياسي أسترالي، ولد في 12 مايو 1920 في أديلايد في أستراليا، وتوفي في 12 مارس 2012 في أستراليا. حزبياً، نشط في الحزب الوطني الأسترالي. وقد انتخب عضو مجلس الشيوخ الأسترالي ‏ عن دائرة نيوساوث ويلز ‏ (18 مايو 1974 – 30 يونيو 1985) وانتخب عضو مجلس الشيوخ الأسترالي ‏ عن دائرة نيوساوث ويلز ‏ (6 أغسطس 1970 – 20 نوفمبر 1970).